# Chantek
Chantek (17 december 1977 - 7 augustus 2017) was een mannelijke orang-oetan die sinds 1986 verbleef bij het Yerkes National Primate Research Center in Atlanta. Hij kon communiceren met mensen door het gebruik van onder meer dan 150 tekens uit de gebarentaal, wat antropologe H. Lyn White Miles hem leerde.
Chanteks naam is afgeleid van cantik (uitgesproken als tjantik), wat lieflijk of mooi in het Maleis en Indonesisch betekent. Hij behoorde tot de bewoners van Zoo Atlanta, maar verbleef in een eigen habitat in de buurt van de dierentuin, in plaats van in een afgesloten ruimte. Hij groeide op in een woning met White Miles, die hem van 1978 (dan negen maanden oud) tot 1986 opvoedde als een menselijk kind.